# Yesterday and Today
| 전문가 평가               | 전문가 평가 |
| 평가 점수                 | 평가 점수   |
| 출처                      | 점수        |
| ------------------------- | ----------- |
| 올뮤직                    | [ 2 ]       |
| 《대중음악의 백과사전》   | [ 3 ]       |
| 《롤링 스톤 앨범 가이드》 | [ 4 ]       |

《Yesterday and Today》(예스터데이 앤드 투데이)는 미국 캐피틀 레코드를 통해 발매된 비틀즈의 아홉 번째 앨범으로 미국 발매를 통틀면 열일곱 번째 음반이 된다. 본래 미국과 캐나다만 발매 예정이었지만, 1970년대에 일본에서도 발매, 뒤이어 영국에서 콤팩트 디스크 형식으로 2014년 발매됐다. 이 앨범은 비틀즈 멤버가 흰 셔츠를 입고 주위에 아기 인형과 고기 조각이 널부러진, "정육점 커버(butcher cover)"라 불리는 오리지널 커버를 둘러싼 논란으로 회자되고 있다. 앨범의 제목은 그들의 곡인 〈Yesterday〉를 바탕으로 붙여졌는데, 초기 앨범에는 〈Yesterday〉에 따옴표가 둘러져 있다.

## 음악
《Yesterday and Today》는 당시 비틀즈가 영국에서 발표한 두 개의 LP에서 미국에서 미발표된 수록곡을 가져왔다. 세 개의 곡은 영국에서 LP에 담겨 발표될 예정이었으며, 두 곡은 싱글의 양면에 자리잡고 있다.
- 영국 LP 《Help!》에서는 〈Act Naturally〉와 〈Yesterday〉. (캐피틀에서 싱글로 발표한 바 있다)
- 영국 LP 《Rubber Soul》에서는 〈Nowhere Man〉과 〈What Goes On〉 (마찬가지로 캐피틀에서 싱글로 발표한 바 있다), 〈Drive My Car〉, 〈If I Needed Someone〉.[6]
- 더블 A 싱글에 실린 〈Day Tripper〉/〈We Can Work It Out〉.
- 당시 미발표 영국 LP 《Revolver》에서 〈I'm Only Sleeping〉, 〈Doctor Robert〉, 〈And Your Bird Can Sing〉 (이 버전은 듀오포닉 믹스 적용).[7] 이 세 수록곡들은 진짜 스테레오 버전으로 테이프, 차후 비닐로 발매된다. 〈I'm Only Sleeping〉과 〈Doctor Robert〉의 진짜 스테레모 믹스는 영국에서 《Revolver》 발표 이후 《Yesterday and Today》에 실려 나오게 된다.[8]

비틀즈는 트랙의 순서를 고심해서 정했기 때문에 이러한 캐피틀의 마구잡이식 수록곡 선정에 화를 냈다.

## 발표와 반응
1966년 6월 20일 발표된 《Yesterday and Today》는 문제가 되는 커버로 비틀즈가 매체와 배급사의 질타를 받는 초유의 사태를 일으켰다. 음반이 디스크 자키와 음반 평론가에게 먼저 보내졌고, 엄청난 악평이 들끓자 캐피틀은 바로 750,000장을 회수하여 커버를 교체했다. 커버를 바꾸고 홍보하는데 250,000달러가 들어 그들은 초기 수익을 전부 날렸다. 이런 사건에도 불구하고 음반은 미국 빌보드 차트에 1966년 7월 30일 정상에 올라 곧바로 골드 인증을 받았다. 음반은 5주나 정상에 머물렀다.

### "정육점 커버"

논란이 된 "정육점" 커버

1966년 3월 25일 사진작가 로버트 휘테이커는 'A Somnambulant Adventure'라는 제목의 개념 예술 작품을 제작하기 위해 비틀즈를 스튜디오에 불렀다. 그는 비틀즈에게 정육점 작업복을 입히고, 고기 조각과 부서진 플라스틱 아기 인형을 걸치게 하고는 사진을 찍었다. 그들은 일상같은 사진 찍기에 질려 있었고, 이 콘셉트는 그들의 블랙 유머에 부합하는 것이었다. 레논은 당시 그들이 "또다른 포토 세션과 또다른 비틀즈 일을 하느라 지루하고 열 받았다"고 말했다. 사실 음반 커버로 쓸 예정은 아니었지만, 비틀즈는 이 사진을 홍보용으로 사용해도 되는지 신청을 했다. 2002년 캐피틀사의 전 사장인 앨런 W. 리빙스톤이 《모조》 인터뷰에서 한 말에 의하면, 사진은 폴 매카트니가 음반 커버로 차용해달라고 강하게 밀어붙였으며, 그가 이를 두고 "베트남 전쟁에 대한 자신의 생각"이라고 말했다고 한다. 그들이 웃으면서 살인을 저지른 듯한 사진은 영국에서 〈Paperback Writer〉 판촉용 싱글의 커버에 쓰였다. 비슷한 사진이 1966년 6월 11일자 영국 잡지 《디스크》의 커버로 사용되었다.
미국에서는 캐피틀 레코드가 《Yesterday and Today》에서 사용된 사진과 같은 것을 사용한 〈Paperback Writer〉를 약 750,000장 생산했다. 이 음반들은 캐피틀사 공장이 자리잡은 미국의 네 개 도시인 로스앤젤레스, 스크랜턴, 윈체스터, 잭슨빌에서 생산되었다. 커버가 어디서 나왔는지 지정하는 번호는 RIAA 심블 근처에 있다. 예를 들어 로스앤젤레스 공장의 스테레오 음반은 "5"로 지정, 로스앤젤레스 모노 버전은 "6"으로 표기되어 있다. 모노와 비교했을 때 스테레오는 10:1의 비율로 그 수가 적어 수집가 사이에서 더 희귀, 가치있게 해준다. 적은 수의 음반이 DJ와 평론가에게 보내졌고 즉각적으로 비난이 쇄도하자 캐피틀의 모회사인 EMI의 회장 조셉 락우드 경은 즉시 회수할 것을 명했다.
당시 비틀즈의 일부는 정육점 사진의 사용을 옹호했다. 레논은 "그것은 베트남과 관련이 있다"고 말했고, 매카트니는 비평가들이 "순진"하다고 말했다. 그러나 이같은 제언은 모든 밴드 멤버들의 뜻과 같지 않았다. 조지 해리슨은 《비틀즈 앤솔로지》에서 "역겹고 한심했어요. 가끔은 다들 바보 같은 짓을 했죠. 순진하고 멍청한 짓인데도 쿨하다거나 멋지다고 생각하면서 하는 건데, 그 작업도 그런 종류였어요."라고 말했다. 링고 스타는 "어쩌다 그 촬영을 했는지는 모르겠어요. 어떻게 정육점 복장을 하고 온몸에 고기를 두르게 되었는지도 모르겠고요. 우리들 눈을 보면 뭘 하고 있는지 모르겠다는 표정이지요. 살다보면 그런 일도 있는 겁니다."라며 담담하게 회고했다.

## CD 재발매
《Yesterday and Today》는 2014년 컴팩트 디스크로 발표되었다. 낱개로 출시되거나 박스 세트 《The U.S. Albums》에도 들어갔다. 원래 미국 버전과 믹스가 다른 부분이 있다.
- 모노 〈Drive My Car〉은 영국 모노 믹스로 교체.
- 모노 〈Doctor Robert〉에서 레논이 마지막에 굉장히 빠른 말을 하는 것 생략.
- 〈Day Tripper〉와 〈We Can Work It Out〉를 제외한 스테레오는 2009년 영국 스테레오 CD로 교체.

CD 커버는 "정육점" 커버이나 CD는 "트렁크" 커버가 붙여져 있다.

## 곡 목록
특별한 표기가 없는 한 모든 곡은 레논-매카트니 작곡이다.
| #  | 제목                                | 재생 시간 |
| -- | ----------------------------------- | --------- |
| 1. | 〈〈Drive My Car〉〉                | 2:25      |
| 2. | 〈〈I'm Only Sleeping〉〉           | 2:58      |
| 3. | 〈〈Nowhere Man〉〉                 | 2:40      |
| 4. | 〈〈Doctor Robert〉〉               | 2:14      |
| 5. | 〈〈Yesterday〉〉                   | 2:04      |
| 6. | 〈〈Act Naturally〉〉 (모리슨–러셀) | 2:27      |

| #  | 제목                                            | 재생 시간 |
| -- | ----------------------------------------------- | --------- |
| 1. | 〈〈And Your Bird Can Sing〉〉                  | 2:02      |
| 2. | 〈〈If I Needed Someone〉〉 (조지 해리슨)       |           |
| 3. | 〈〈We Can Work It Out〉〉                      | 2:10      |
| 4. | 〈〈What Goes On?〉 (레논-매카트니-링고 스타)〉 | 2:44      |
| 5. | 〈〈Day Tripper〉〉                             | 2:47      |

## 차트와 판매량
미국에서는 1966년 12월 31일까지 967,410장을 팔았고, 10년말에는 1,230,558장을 팔았다.
| 연도 | 차트              | 순위 |
| ---- | ----------------- | ---- |
| 1966 | 미국 빌보드 탑 LP | 1    |

| 국가                       | 인증        | 판매량/출하량 |
| -------------------------- | ----------- | ------------- |
| 캐나다 (뮤직 캐나다)       | 플래티넘    | 100,000^      |
| 미국 (RIAA)                | 2× 플래티넘 | 2,000,000^    |
| ^출하량을 기반으로 한 인증 |             |               |

## 참고 문헌
- Whitburn, Joel (2010), 《Joel Whitburn Presents Top Pop Albums, Seventh Edition》, Record Research Inc., ISBN 0-89820-183-7